# Prelaz Hochjoch (Schnalskamm)
Prelaz Hochjoch (italijansko 'Giogo Alto') je prelaz v Ötztalskih Alpah na višini 2861 m (po drugih virih 2875 m). Povezuje dolino Schnalstal (Južna Tirolska, Italija) z dolinami Rofen-, Venter in Ötztal (Severna Tirolska, Avstrija). Običajno se imenuje kot ponor v grebenu Schnalskamm, občasno pa tudi kot ločnica med grebenom Schnalskamm in grebenom Weißkamm. Odkar je leta 1920 začela veljati Senžermenska mirovna  pogodba, meja med Italijo in Avstrijo poteka čez prelaz, zaradi česar ta pot že desetletja postaja pot tihotapcev. Od izgradnje žičnic leta 1975 se na prelazu smuča.
Tik jugozahodno od prelaza je zavetišče Schöne Aussicht. Vzpon z juga traja približno 2 uri iz Kurzras im Schnalstal. Dostop s severa je preko 2412 m visoke gore Hochjochhospiz. Do prelaza se lahko pripeljete tudi z gorske postaje Grawand na žičnici Schnalstaler Gletscherbahn. Od tam sestop traja približno ¾ ure.
Od 19. stoletja stoletja dalje ko se tali ledenik Hochjochferner sta nastali dve ledeniški jezeri na 2750 m (južno od prelaza), ter na 2730 m (vzhodno od prelaza), ki ju napaja ledenik. Prav tako ima ledenik dejansko gorsko sedlo (približno na 2775 m) na dolinski postaji "Hintereis" med obema ledeniškima jezeroma, ki je skoraj 100 m nižje od vrha zgodovinskega in še vedno uporabljenega križišča poti (2861 m), ki je dolgo ležala na severozahodnem (levem) ledeniškem robu Hochjochfernerja.